# فيجنيمال
فيجنيمال هو جبل يقع سلسلة جبال البرانس، الفرنسية.